# Католическая народная партия
Католическая народная партия (нидерл. Katholieke Volkspartij, KVP) — католическая христианско-демократическая политическая партия Нидерландов. Основана в 1945 году, прекратила существование в 1980 году после объединения с двумя другими партиями в Христианско-демократический призыв. Весь период своего существования была представлена в правительстве.

## История
Партия основана 22 декабря 1945 года, как преемник предвоенной Римско-католической государственной партии. В отличие от предшественницы KVP была открыта для людей любого вероисповедания, но основу её электората составляли голландские католики. Католическая народная партия стремилась проводить более прогрессивный, по сравнению с предшественницей, курс.
На выборах 1946 года партия заняла третье место и совместно с Партией труда сформировала коалиционное правительство. Коалиция находилась у власти до 1956 года, причём представитель KVP Луи Бел был премьер-министром с 1946 по 1948 год.
С 1958 по 1966 год Католическая народная партия находилась на вершине власти. Пост премьер-министра Нидерландов последовательно занимали четыре её представителя:
- Луи Бел (1958—1959, повторно)
- Ян де Квай (1959—1963)
- Виктор Марейнен (1963—1965)
- Йо Калс (1965—1966)

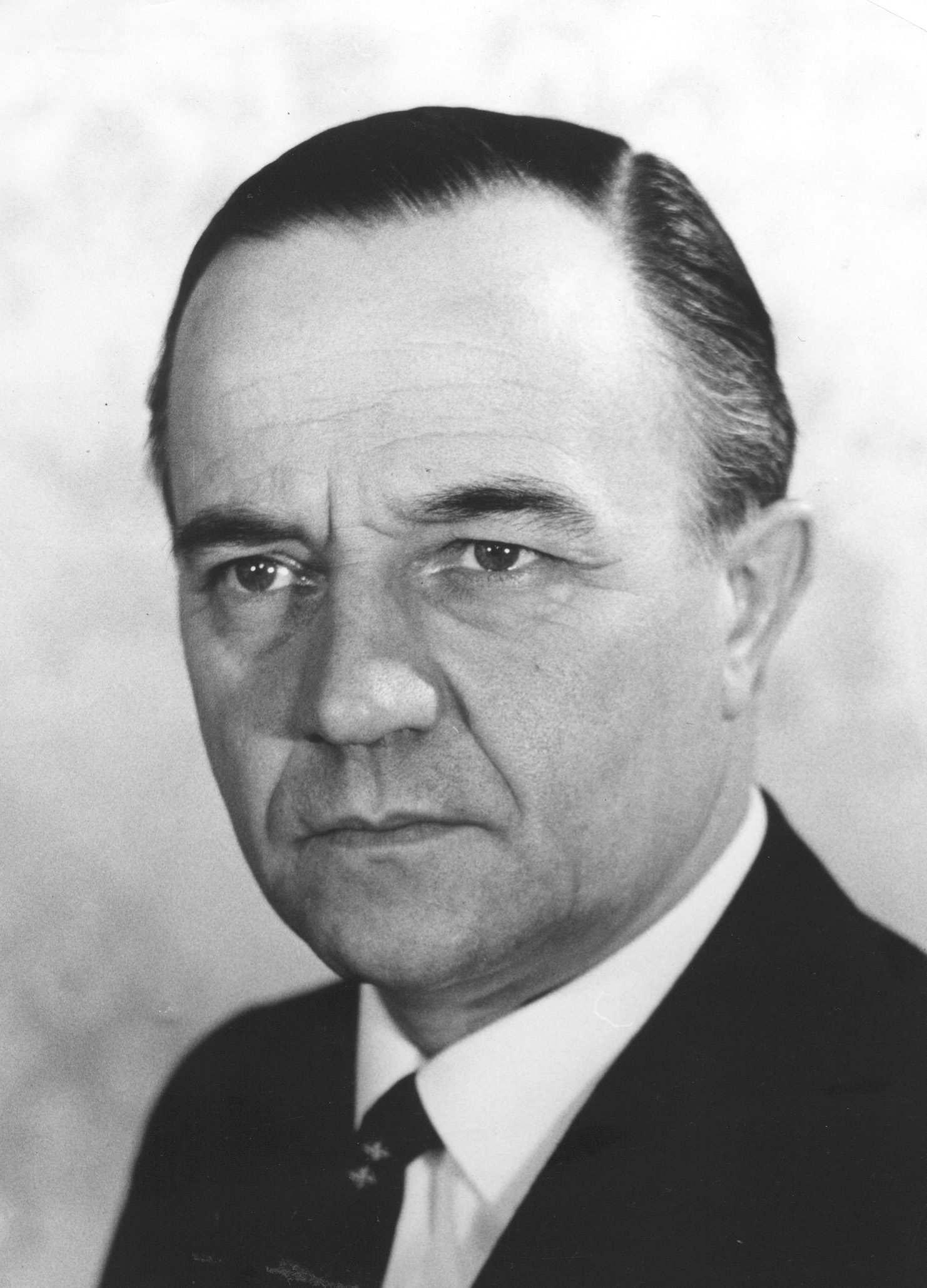
Пит де Йонг, премьер-министр Нидерландов в 1967—1971 годах

С 1966 по 1980 год партия постепенно клонилась к упадку. KVP набирала всё меньше голосов на выборах и теряла голоса даже избирателей-католиков. На выборах 1967 года KVP потеряла 15 % голосов и 8 мест в парламенте. Несмотря на снижение голосов коалиция KVP, Антиреволюционной партии (ARP) и Христианского исторического союза (CHU) сумела сформировать правительство, которое возглавил представитель KVP Пит де Йонг (1967—1971). Союз с протестантскими партиями вызвал откол от Католической народной партии группы радикальных политиков, позднее основавших Политическую партию радикалов (PPR). В 1971 году на очередных выборах KVP потеряла ещё 18 % голосов и 7 мест. Кабинет возглавил представитель Антиреволюционной партии Барент Бисхёвел.
После выборов 1973 года коалиционное правительство сформировали Партия труда, KVP и ARP. Возглавлял кабинет представитель Партии труда Йоп ден Ойл, KVP получила портфели министра юстиции и министра экономики. Во второй половине 70-х годов лидеры Католической народной партии, Антиреволюционной партии и Христианского исторического союза озвучили идею создания единой христианско-демократической партии по образцу немецкого ХДС. В 1977 году они образовали перед выборами избирательный блок, получивший название Христианско-демократический призыв. Выборы 1977 года доказали плодотворность такого объединения — хотя Партия труда получила больше голосов чем раньше, но объединённых голосов, поданных за три христианско-демократические партии, хватило для формирования ими правительства, которое возглавил Дрис ван Агт. В 1980 году Христианско-демократический призыв был официально преобразован в единую политическую партию, после чего история самостоятельной Католической народной партии завершилась.

## Идеология
Основа идеологии — христианская демократия, основанная на католическом социальном учении и морали. KVP была сторонником сильного государства и смешанной экономики, в которой значительное государственное влияние на экономику должно сочетаться со свободным рынком. Партия выступала за ограничение абортов и разводов, сильную государственную поддержку семьи и материнства.
В международной сфере KVP была последовательным сторонником европейской интеграции и сотрудничества с НАТО. В вопросе деколонизации Католическая народная партия занимала промежуточную позицию, она выступала за независимость Индонезии и Суринама, но за одновременное формирование содружества, по образцу британского.